# Andrzej Woltanowski

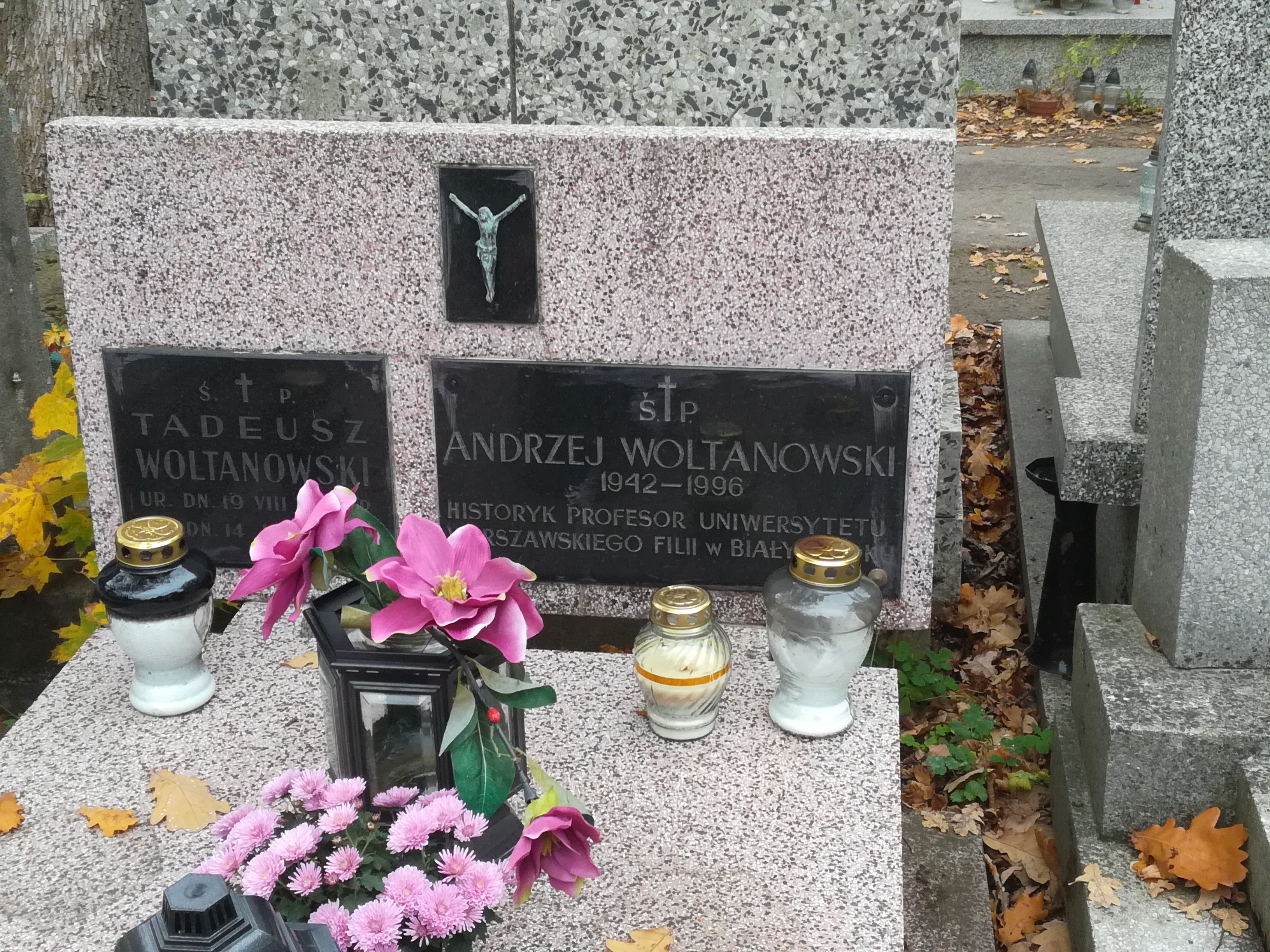
Grób prof. Andrzeja Woltanowskiego na cmentarzu Bródnowskim

Andrzej Woltanowski (ur. 5 czerwca 1942 w Warszawie, zm. 6 listopada 1996 tamże) – polski historyk i archiwista, specjalista z zakresu historii doby stanisławowskiej, insurekcji kościuszkowskiej, dziejów Warszawy i zesłań na Syberię XVIII i XIX wieku, znawca prasy,  profesor Uniwersytetu Warszawskiego.

## Życiorys
W 1960 ukończył szkołę średnią i rozpoczął studia na Wydziale Historycznym Uniwersytetu Warszawskiego; był seminarzystą Stanisława Herbsta i Andrzeja Zahorskiego. W 1965 obronił pracę magisterską pt. Prasa oficjalna insurekcji kościuszkowskiej, otrzymał za nią nagrodę imienia profesora dra Emila Kipy na najlepszą pracę magisterską lub doktorską w zakresie dziejów Polski i powszechnych XVIII i XIX wieku wykonaną w Instytucie Historycznym Uniwersytetu Warszawskiego w 1965. Następnie rozpoczął pracę w archiwum Polskiej Akademii Nauk, gdzie pomiędzy 1965 a 1969 opracowywał naukowo spuścizny licznych uczonych i twórców. Zafascynowany dokonaniami Tadeusza Stryjeńskiego opublikował na ten temat kilka artykułów. Będąc od 1965 uczestnikiem seminarium doktorskiego prof. S. Herbsta podjął się pisania dysertacji na temat „Propaganda insurekcji kościuszkowskiej”. Przeprowadził wnikliwe badania 690 dokumentów archiwalnych z archiwów Wrocławia, Krakowa, Poznania i Kórnika, z czego tylko 311 pozycji było dotychczas odnotowanych w „Bibliografii polskiej” K. Estreichera. Na krótko podjął pracę w dziale zbiorów specjalnych Centralnej Biblioteki Wojskowej. W 1973 w Naczelnej Dyrekcji Archiwów Państwowych, został kierownikiem Działu Wydawniczego oraz sekretarzem czasopisma Teki Archiwalne. 1 marca 1974 podjął pracę dydaktyczną na Wydziale Humanistycznym Filii UW w Białymstoku. 30 czerwca 1977 obronił doktorat; w tymże roku został adiunktem. Stopień naukowy doktora doktora habilitowanego, nadany przez Instytut Historii Polskiej Akademii Nauk 9 lutego 1989, uzyskał w oparciu o rozprawę "Prasa i pisma periodycznie powstania kościuszkowskiego", za którą otrzymał nagrodę Rektora Uniwersytetu Warszawskiego. W lipcu 1990 został mianowany przez Ministra Edukacji Narodowej na stanowisko docenta na Uniwersytecie Warszawskim, a w styczniu 1991 został przez rektora Uniwersytetu Warszawskiego mianowany profesorem nadzwyczajnym.

## Dorobek naukowy
Autor publikacji dotyczących życia społeczno-politycznego schyłkowego okresu Polski doby stanisławowskiej w zmaganiach o zachowanie suwerenności i w pielęgnacji wartości obywatelskich w duchu oświeceniowym. Jego badania w tym zakresie szły dwutorowo: koncentrowały się na działalności Komisji Edukacji Narodowej oraz na problematyce insurekcji kościuszkowskiej. Był współautorem obszernej monografii Komisja Edukacji Narodowej poświęconej zagadnieniom oświaty w Polsce XVIII wieku, reformom szkolnictwa KEN i efektom jej działalności a także szeregu artykułów poświęconych m.in. funduszowi KEN w latach 1794–1795 i Wydziałowi Instrukcji Rady Najwyższej Narodowej. Tematykę insurekcji 1794 r. poruszał m.in. w książkach Kościół katolicki a powstanie kościuszkowskie. Zapomniana karta z dziejów insurekcji 1794 r., Józef Wybicki i inni. Wybór publicystyki powstania kościuszkowskiego, Prasa i pisma periodyczne wobec powstania kościuszkowskiego, Bitwa pod Maciejowicami 10 X 1794  r. Żale pomaciejowickie, Turniej paszkwilancki wileńsko-warszawski i w redagowanej wspólnie z J. Urwanowiczem monografii Grodno w XVIII wieku. Miasto i ludność, a także w licznych opracowaniach naukowych oraz w artykułach popularyzatorskich publikowanych m.in. w „Polityce”, „Mówią Wiekach”, „Kontrastach”, „Nowych Książkach” i w „Gryficie”. Na osobną wzmiankę zasługuje niewątpliwie Czarna legenda śmierci prymasa Poniatowskiego – publikacja szeroko dyskutowana w środowiskach naukowych końca lat 80.
Problematyka zesłańcza XVIII i XIX wieku jest ważna w dorobku naukowym A. Woltanowskiego. Wymienić tu można Kult Maryjny zesłańców polskich na Syberii w XIX w., publikacje poświęcone historii zesłań konfederatów barskich i uczestników spisku Szymona Konarskiego oraz liczne opracowania poświęcone poszczególnym zesłańcom – m.in. Julianowi Sabińskiemu, którego dziennik z zesłania odnalazł w Bibliotece Uniwersytetu Wileńskiego, Antoniemu Wałeckiemu, Józefowi Kopciowi.
A. Woltanowski zajmował się także historią Warszawy, był m.in. autorem kilkunastu haseł osobowych w Encyklopedii Warszawy, artykułów: Patriotyczna i głodna Warszawa 1794, Warszawskie Królewskie Towarzystwo Przyjaciół Nauk 1800–1831 oraz dotyczącej powstania warszawskiego antologii I była w tym Polska od zenitu.

## Ważniejsze prace

### Publikacje zwarte
- A. Woltanowski, R. Wołoszyński, Komisja Edukacji Narodowej 1773–1794, Książka i Wiedza, Warszawa 1973
- A. Woltanowski, Prasa i pisma periodyczne powstania kościuszkowskiego, Rozprawy Uniwersytetu Warszawskiego, Dział Wydawnictw Filii U.W. w Białymstoku, Białystok 1986
- A. Rawski, A. Woltanowski, Bitwa pod Maciejowicami 10 X 1794  r. Żale pomaciejowickie, Białystok 1994
- A. Woltanowski, M. Woltanowska, Turniej paszkwilancki wileńsko-warszawski na cześć ambasadora rosyjskiego Josifa Igelströma 1794 r., Warszawa 1994A. Woltanowski, Kościół katolicki a powstanie kościuszkowskie. Zapomniana karta z dziejów insurekcji 1794 r., Warszawa 1995
- A. Woltanowski, Józef Wybicki i inni. Wybór publicystyki powstania kościuszkowskiego, Białystok 1996
- A. Woltanowski, J. Urwanowicz (red.), Grodno w XVIII wieku. Miasto i ludność, Białystok 1997

### Wybrane artykuły naukowe i rozdziały w monografiach
- W. Całczyński, A. Woltanowski, Fundusz edukacyjny w latach 1794–1795, materiały źródłowe, „Teki Archiwalne” 1973, t. 14
- A. Woltanowski, Spadkobierca tradycji Komisji Edukacji Narodowej w dobie insurekcji kościuszkowskiej, „Rocznik Warszawski” 1974, t. XII
- A. Woltanowski, Tadeusz Kościuszko i pierwszy etap reform włościańskich (28 marca – 1 maja 1794 r.), „Przegląd Historyczny” 1987, t. LXXVIII
- A. Woltanowski, Z obozu nad Utratą w 1794 r., w: Wojsko, społeczeństwo, historia. Prace ofiarowane Profesorowi Mieczysławowi Wrzoskowi w sześćdziesiątą piątą rocznicę Jego urodzin, Białystok 1995
- A. Woltanowski, Propaganda im Kościuszko-Aufstand, w: Der letzte Ritter Und Erste Bürger im Osten Europas, Basel und Frankfurt am Main 1996, s. 80
- A. Woltanowski, Nieznana poezja litewska powstania kościuszkowskiego, „Studia Podlaskie” 1996, t. 6
- A. Woltanowski, Kult naczelnika Tadeusza Kościuszki w  publicystyce i prasie powstańczej, w: H. Szwankowska (red.), Powstanie 1794 roku. Dzieje i tradycja. Studia i szkice w dwustulecie, Warszawa 1996
- A. Woltanowski, Patriotyczna i głodna Warszawa 1794, w: Wiek Oświecenia. W dwusetną rocznicę Powstania Kościuszkowskiego, Warszawa 1995, s. 129
- A. Woltanowski, Kult naczelnika Tadeusza Kościuszki w grafice warszawskiej 1794, w: J. Kowecki (red.), Kościuszko – powstanie 1794 r. – tradycja, Warszawa 1997
- A. Woltanowski, Ksztaltowanie opinii publicznej podczas powstania, w: J. Wojtasiuk, Powstanie kościuszkowski 1794. Z dziejów polityczno – społecznych, Warszawa 1997